# Manya Shochat
Manya Shochat (Grodno, 11 de outubro de 1879 – Tel Aviv, 17 de fevereiro de 1961) foi uma política judia russa considerada a "mãe" do assentamento coletivo na Palestina, o precursor do movimento kibutz.
Manya Wilbushewitch (também Mania, Wilbuszewicz/Wilbushewitz; mais tarde Shochat) nasceu na província de Grodno do Império Russo (atual Bielorrússia) de pais judeus ricos e cresceu na propriedade da família perto de Łosośna. Ela era descendente do Conde Vibois, oficial do exército de Napoleão que se converteu ao judaísmo depois de se casar com uma judia. Um de seus irmãos, Isaac, estudou agricultura na Rússia, mas foi expulso após agredir um professor que afirmou, durante uma palestra, que os judeus sugavam o sangue de agricultores da Ucrânia. No final de 1882, Isaac partiu para a Palestina e juntou-se ao movimento Bilu. Suas cartas para casa exerceram poderosa influência sobre a jovem Manya. Outro irmão, um engenheiro chamado Gedalias, também foi para a Palestina em 1892 e ajudou a financiar a educação de seus irmãos mais novos.
Quando jovem, Manya foi trabalhar na fábrica de seu irmão em Minsk para aprender sobre as condições da classe trabalhadora. Em 1899, foi presa e submetida a longos interrogatórios sobre seus contatos com os revolucionários do Bund. Enquanto estava na prisão, ela se apaixonou por Sergey Zubatov, agente provocador e chefe da Polícia Secreta Czarista em Moscou. Zubatov concebeu um plano que correspondia às noções ideológicas de Manya, através do qual os trabalhadores formariam organizações "mansas" que trabalhariam pela reforma e não pela derrubada do governo. Ela estava convencida de que isso também ajudaria a alcançar direitos para os judeus. Manya fundou o Partido Trabalhista Independente Judaico em 1901. O partido teve sucesso na liderança de greves porque a polícia secreta o apoiou, mas era odiado pelo Bund e outros grupos socialistas judeus. O partido entrou em colapso e os seus membros foram presos em 1903, após o pogrom de Kishinev. Experimentando, como ela disse, “grave sofrimento emocional” após o fracasso da sua organização política e a prisão dos seus amigos, ela pensou em suicídio. De acordo com Shabtai Teveth, ela matou um vendedor de porta em porta que visitou seu esconderijo em Odessa pensando que era membro da polícia secreta. Ela desmembrou o corpo e enviou os restos mortais para quatro locais diferentes do Império Russo.   Ela aceitou o convite de seu irmão Nachum, fundador da fábrica de sabonetes Shemen em Haifa, para acompanhá-lo em uma expedição de pesquisa a alguns dos lugares mais selvagens da Palestina. Ela chegou em 2 de janeiro de 1904.

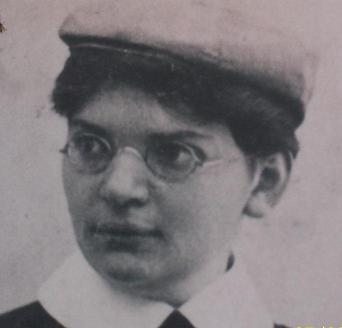
Manya Shochat por volta de 1900

"Não via que rumo deveria tomar na minha vida. Aceitei participar da expedição do meu irmão, porque, na verdade, era indiferente a tudo. Para mim foi apenas mais uma aventura."
"O Hauran resistia sem um redentor - e minha alma se apegou a este lugar."
Manya apaixonou-se pela beleza da terra e ficou especialmente comovida com a situação difícil do assentamento judaico em Haurã. O Barão Edmond de Rothschild comprou terras na área, mas o governo otomano estipulou que nenhum judeu estava autorizado a se estabelecer ali. Um pequeno grupo que desrespeitou a decisão foi despejado, e por isso o Barão resolveu arrendar lotes de terra aos árabes Felain. Manya decidiu visitar todas as colônias do Barão e ver por si mesma por que elas estavam em dificuldades financeiras. Ela conheceu Yehoshua e Olga Hankin e ficou muito impressionada com eles, e isso influenciou substancialmente em sua decisão de permanecer na região.

### Família
Em maio de 1908, Manya casou-se com Israel Shochat, que era 9 anos mais novo que ela. Ela teve dois filhos com ele: Gideon (Geda), em 1912,  e Anna, em 1917. 
Em 1921, Manya e Israel não viviam mais juntos. Apesar das relações de Israel com outras mulheres, eles continuaram as suas atividades políticas juntos e Manya cuidou dele repetidamente durante os seus recorrentes problemas de saúde. De acordo com Rachel Yanait, Manya tentou suicídio no início da década de 1920.
Gideon Shochat foi piloto da Força Aérea Real Britânica (RAF) durante a Segunda Guerra Mundial e mais tarde tornou-se um dos pilotos fundadores da Força Aérea Israelense, ascendendo ao posto de coronel. Ele cometeu suicídio em 1967. Em 1971, sua filha Alona casou-se com Arik Einstein, um famoso artista israelense. Eles tiveram 2 filhas juntos. Mais tarde, eles se divorciaram e as filhas permaneceram com a mãe. Posteriormente, se tornaram judeus ortodoxos e as filhas se casaram com os filhos de Uri Zohar. Zohar era um bom amigo de Einstein e tornou-se uma das principais figuras da comunidade ortodoxa.
Em uma entrevista de 1986 ao Haaretz, Anna revelou como ela e seu irmão se distanciaram dos pais. Geda foi deixado na Palestina quando Manya e Israel foram exilados em Bursa. Ele foi mantido primeiro em Kinneret, mas depois passou a ser cuidado por uma família árabe. Após a guerra, as crianças foram trazidas para a casa das crianças em Kfar Giladi.

### Na Palestina
Como resultado de sua primeira visita, Manya chegou a uma conclusão que antecipou a de Arthur Ruppin. Ela entendeu que o modelo de assentamento de plantações, favorecido pelo Barão Rothschild, onde os proprietários judeus empregavam trabalhadores árabes e estavam sujeitos à fiscalização econômica nunca poderia ser a base para a vida nacional judaica. Isso levava a dificuldades financeiras e descontentamento. Ela concluiu que apenas o assentamento agrícola coletivo poderia produzir trabalhadores e agricultores judeus que seriam a base para a construção de uma pátria judaica. A sua primeira prioridade era encontrar uma solução para o problema em Hauran.
Manya partiu para Paris, onde um dos seus irmãos era editor de uma revista agrícola, para pesquisar a viabilidade das suas ideias e depois convencer o Barão a apoiá-las. Em 1905, uma nova onda de pogroms varreu o Império Russo. Meir Cohen, um velho amigo de Minsk, veio a Paris buscando a ajuda da comunidade judaica para comprar armas para que pudessem se defender. Manya deixou de lado o projeto Hauran e, em vez disso, concentrou seus esforços na arrecadação de fundos. Ela convenceu Rothschild a doar 50.000 francos de ouro para esse fim.
Armas e munições foram compradas em Liège e contrabandeadas para a Rússia. Para entregar a remessa final, Manya disfarçou-se de uma jovem rabanit de Frankfurt, trazendo oito caixas de escrituras, um presente para as yeshivot da Ucrânia. As armas foram entregues com sucesso à resistência judaica. Nenhuma foi perdida.
Manya retornou à Palestina em 1906 para prosseguir com seu plano Hauran. No final do ano, ela viajou para os Estados Unidos para arrecadar fundos para isso e armas para os judeus russos. Enquanto estava na América, ela conheceu Judah Magnes e eles formaram uma amizade duradoura. A ideia de assentamentos coletivos em geral, e o esquema Hauran em particular, não receberam apoio. Ela percebeu que a única maneira de convencer as pessoas de que poderia funcionar era colocá-lo em prática, por isso regressou à Palestina em 1907. Manya compartilhou sua ideia com membros dos partidos "Poale Zion" e "Hapoel Hatzair". Hankin convenceu Eliahu Krauze a dar-lhes o comando de uma experiência agrícola fracassada em Sejera durante um ano.  Manya foi nomeada gerente responsável pelo estabelecimento de uma fazenda de treinamento em Sejara. A fazenda foi usada como cobertura pelo Bar Giora, uma milícia clandestina recém-formada, fundada por Israel Shochat e Yitzhak Ben-Zvi. No ano seguinte, o Bar Giora se reinventou como HaShomer. Seu objetivo era assumir a responsabilidade de proteger os assentamentos judaicos que anteriormente utilizavam vigias locais.
Ela se casou com Israel Shochat em maio de 1908.
Eles se mudaram para a colônia alemã, Haifa, em 1910. Três anos depois, eles se mudaram para Constantinopla, onde Manya ensinava alemão enquanto Israel estudava direito otomano.
Em novembro de 1914, ela foi presa e enviada a Damasco para interrogatório e posteriormente deportada, junto com o marido, para Bursa, na Turquia. Eles retornaram perto da Páscoa de 1919, após participarem da convenção do Poale Zion em Estocolmo.
Em 1921, ela estava em Tel Aviv quando eclodiram tumultos com multidões árabes atacando judeus em Jaffa. Junto com outros membros do Hashomer, ela participou dos combates. Correndo grande risco, ela andava disfarçada de enfermeira da Cruz Vermelha, para ficar de olho nos acontecimentos. A sua experiência na Rússia foi útil quando tentaram contrabandear granadas para os defensores de Petah-Tikva. Ela os escondeu entre cestas de legumes e ovos. O carro em que eles estavam atolou nos arredores da cidade. Uma patrulha da cavalaria indiana se aproximou. Seu papel era revistar todos os viajantes em busca de armas. Com grande presença de espírito, Manya evitou o desastre. Ela correu até a patrulha, implorando que ajudassem a resgatar o carro da lama. Enquanto retiravam, ela observou as cestas, dizendo que não queria que os ovos quebrassem. A cavalaria até forneceu escolta até chegarem à cidade.

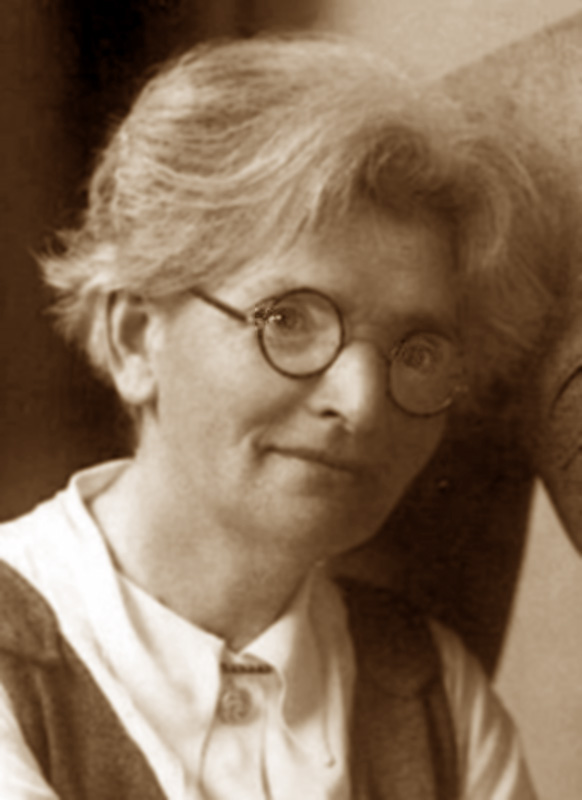
Shochat na década de 1930

Depois que os tumultos terminaram, ela viajou para os Estados Unidos para arrecadar fundos para os esforços de defesa. Devido a uma série de divergências entre ela e Pinhas Rutenberg, o repasse de recursos foi congelado e os dois ficaram anos sem se falar. No entanto, ela conseguiu enviar vários milhares de dólares ao marido que a esperava em Viena, destinados à compra de armas para a Haganah. Israel Shochat supervisionou a aquisição e envio de armas para a Palestina.
Após a dissolução de Hashomer em 1920, Manya e outros veteranos estabeleceram uma nova organização secreta chamada Círculo. Uma de suas bases estava em Kfar Giladi e sua primeira ação, maio de 1923, foi o assassinato de Tawfiq Bey, um oficial sênior da polícia em Jafa na época dos tumultos. Rachel Yanait afirma que o atirador foi Yerchmiel Lukacher-Horzo (Luka).
Em 1924 ela estava entre os presos pelo assassinato de Jacob de Haan. Posteriormente, ela rompeu relações com Ben Gurion por ele não ter vindo em sua defesa quando se soube que a Haganah em Jerusalém havia ordenado o assassinato.
Em 1925 ela se juntou ao Brit Shalom, um grupo judeu que defendia um estado binacional na Palestina.
Manya e Israel Shochat atuaram no Gdud HaAvoda (o "Batalhão de Trabalho") e na imigração clandestina, bem como no contrabando de armas. Em 1930, estava entre os fundadores da Liga para a Amizade Árabe-Judaica. Em 1948 ingressou no partido Mapam.

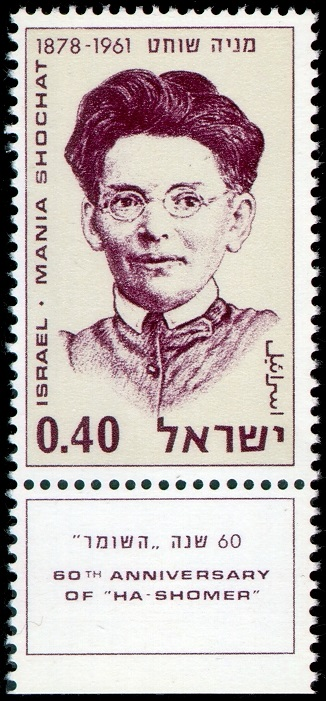
Manya Shochat em selo emitido no 60º aniversário de HaShomer, 1970.